# Ojcobójstwo
Ojcobójstwo – czyn przestępny skutkujący śmiercią ojca sprawcy.
W prawie rzymskim ojcobójstwo było zagrożone poena cullei. Karę tę przejęły regulacje prawa miejskiego miast średniowiecznej Europy.
Obecnie w polskim prawie karnym ojcobójstwo nie jest odrębnym typem czynu zabronionego.